# الغوصة
قرية الغوصة هي إحدى القرى التابعة لمركز قنا في محافظة قنا في جمهورية مصر العربية. حسب إحصاءات سنة 2006، بلغ إجمالي السكان في الغوصة 8787 نسمة، منهم 4530 رجل و4257 امرأة.